# Ceraclea diluta
Ceraclea diluta là một loài Trichoptera trong họ Leptoceridae. Chúng phân bố ở miền Tân bắc.